# Makivske, Kirovske
Makivske (în ucraineană Маківське) este un sat în comuna Juravkî din raionul Kirovske, Republica Autonomă Crimeea, Ucraina.

## Demografie
Componența lingvistică a localității Makivske
     Tătară crimeeană (78,23%)
     Rusă (16,33%)
     Ucraineană (2,38%)
     Belarusă (1,7%)
Conform recensământului din 2001, majoritatea populației localității Makivske era vorbitoare de tătară crimeeană (78,23%), existând în minoritate și vorbitori de rusă (16,33%), ucraineană (2,38%) și belarusă (1,7%).